# Economia da Grécia
A Economia da Grécia inclui-se entre as economias desenvolvidas. É capitalista do tipo misto, com grande participação do setor público (40% do PIB) e renda per capita de aproximadamente 2/3 daquela registrada nos principais países da Eurozona. Em 2009, a Grécia era a 34.ª economia do mundo, com um PIB de 341 bilhões de dólares (estimativa), medido em termos de paridade do poder de compra. A partir daquele ano, porém, o país enfrentou uma forte crise econômica e das finanças públicas. A taxa de desemprego, que em 2007 era de 8,0%, passou a 9,5% em 2009 e a 12,5% em 2010. Segundo a Comissão Europeia deve aumentar para 13,2% em 2011. O déficit orçamental, em 2009, chegou 13,6% do PIB. O PIB grego, por sua vez, caiu cerca 4,5% em 2010. A dívida pública, que era 125,7% do PIB em 2009, atingiu 142,8% do PIB em 2010. A inflação atingiu 4,7% em 2010 e estima-se 2,2% para 2011.
A indústria responde por 17,9% do PIB e a agricultura por 3,3%, enquanto que o setor de serviços responde por cerca de 78,8%, com destaque para o turismo que gera cerca de 15% do PIB do país. Por outro lado, apresenta um déficit comercial constante, em 2009 as importações totalizaram 64 bilhões contra exportações de 21 bilhões. A Grécia é um dos países que mais se beneficiaram da união dos países europeus. Obteve um crescimento de 3,3% em sua economia após a união e vem obtendo taxas de crescimento na casa dos 4% desde o ano 2000, excedendo em mais de 1% a média da União Europeia.
A população ativa é de 4,93 milhões de pessoas. Em 2006,   17% estavam no setor primário, 20% no secundário e 63% no terciário. Em abril de 2010, o governo socialista, eleito em outubro de 2009, pediu ajuda do Fundo Monetário Internacional (FMI) e da Zona Euro para enfrentar a crise. Em maio, anuncia um plano de austeridade, visando reduzir o deficit público.

## Histórico

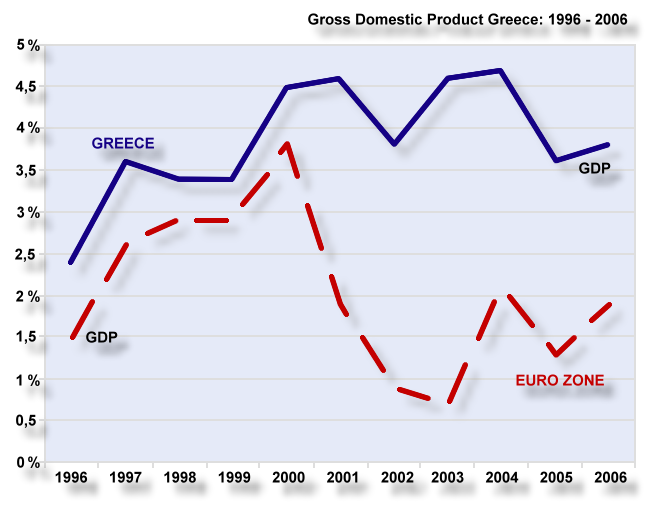
Crescimento do PIB da Grécia em relação ao da Eurozona entre 1996 e 2006

A evolução da economia grega aodo século XIX, durante a  Revolução Industrial, tem sido pouco estudada. Uma pesquisa recente examina o gradual desenvolvimento da indústria e o maior desenvolvimento da indústria naval numa economia predominantemente agrícola. Segundo esse estudo, a taxa média de crescimento do PIB per capita na Grécia, entre 1833 e 1911, foi apenas ligeiramente inferior à dos países da Europa Ocidental. Outros estudos endossam essa afirmação, mostrando, no entanto, através de dados comparativos de padrão de vida, que embora o ritmo de crescimento fosse comparável, as diferenças entre os valores, a princípio significativa, reduz-se significativamente nas últimas décadas do século XX. Assim, a renda per capita (em termos de poder de compra) da Grécia era 65% daquela registrada na França em 1850, 56% em 1890, 62% em 1938, 75% em 1980, 90% em 2007, 96.4% em 2008, 97.9% em 2009 e maior  que a de países como Coreia do Sul, Itália e Israel. No pós-guerra o desenvolvimento do país foi conectado ao chamado milagre econômico grego, entre o início dos anos 1950 e meados da década de 1970. Entre 1950 e 1973, a economia do país cresceu, em média, 7% ao ano, chegando a superar os 10% a.a. durante a década de 1950 - ritmo somente superado pelo Japão, no mesmo período. Esse crescimento, no entanto, deu-se às custas de um aumento da concentração de renda e das desigualdades entre ricos e pobres, pelo menos a princípio, intensificando as divisões políticas na Grécia.
Em 2004, Eurostat, o serviço de estatística da Comissão Europeia, depois de uma auditoria realizada pelo governo do partido Nova Democracia, revelou que as estatísticas orçamentárias que fundamentaram o ingresso da Grécia na União Monetária Europeia (Eurozona) - (o deficit orçamentário era um dos quatro critérios chave para a entrada) haviam sido drasticamente alterados para menos, pelo governo anterior (principalmente por não registrar uma grande parte das despesas militares.
Todavia, mesmo depois que o deficit foi recalculado, os critérios para a entrada tinham sido atendidos, conforme a metodologia em vigor à época em que a Grécia pleiteou sua entrada na Eurozona.

### A economia grega até 2010
A Grécia é um país desenvolvido, com um alto padrão de vida e IDH"muito elevado", o 25° do mundo, em 2007. e 22° em 2005, considerando o índice mundial de qualidade de vida do The Economist. Segundo dados da Eurostat, o PIB por habitante (medido em termos de paridade do poder de compra(PPC) atingiu 95% da média da União Europeia, em 2008.
O crescimento do PIB da Grécia foi, na média, superior ao crescimento médio da UE, desde o início dos anos 1990. Entretanto, a economia grega enfrenta problemas importantes, incluindo o aumento do nível de desemprego, a ineficiência burocrática, evasão fiscal e corrupção.
Crescimento econômico da Grécia  
|      | 2003  | 2004  | 2005  | 2006  | 2007  | 2008  | 2009    | 2010    | 2011               |
| ---- | ----- | ----- | ----- | ----- | ----- | ----- | ------- | ------- | ------------------ |
| Taxa | 3,5 % | 4,7 % | 3,7 % | 3,7 % | 4,2 % | 3,7 % | - 2,0 % | - 4,5 % | - 3,0 % (previsão) |

## Crise da dívida de 2010

### Antecedentes
O nível de atividade econômica da Grécia vinha caindo desde  o início de 2008, quando o país registrou crescimento real do PIB de 2.9%, contra 4% em 2007. Em 2009, a Grécia apresentou baixa competitividade em relação aos seus parceiros da União Europeia, além de alto índice de corrupção econômica e política, Apesar de permanecer acima da média da zona do euro, seu crescimento econômico em  2009 foi negativo pela primeira vez, desde 1993.
No fim de 2009, como resultado de uma combinação de vários fatores, tanto de âmbito internacional (Grande Recessão) como local (descontrole do gasto público antes das eleições de outubro de 2009), a economia grega enfrentou sua mais severa crise desde 1993, com o mais alto déficit orcamentário (embora próximo ao da Irlanda e ao do Reino Unido) e a segunda mais alta relação entre dívida e PIB da União Europeia. O défice do orçamento de 2009 ficou em 12,7% do PIB (foi recalculado em abril de 2010, passando a 13.6% do PIB). Além disso, o crescimento do nível da dívida (113% do PIB em 2009). Esse quadro levou a um  aumento do custo dos empréstimos, resultando em severa crise econômica.
Em meio à crise financeira mundial, a Grécia "cozinhou números" tentando mascarar a extensão do seu pesado déficit orçamentário, de modo que a emergência da crise fiscal grega só ficou clara no início de 2010. Essa acusação foi feita pela Comissão Europeia, referindo-se à publicação de  estatísticas falsificadas, pelo governo grego. O jornal britânico Times fala de um "vírus mediterrâneo de insolvabilidade e de dívidas ruins que infectaria o resto da Europa" - uma situação provocada por "anos de despesas e empréstimos imprudentes" que conduziram a Grécia a um nível de endividamento insustentável". Nessa ocasião, cresceram as preocupações com o excessivo endividamento do país. Segundo o CEE Council (Canadian European Economic Council), um think tank de estratégia econômica sediado em Paris, a situação em que se encontram os países europeus listados na crise da dívida soberana de 2010 se encontram atualmente resulta de vários fatores, incluindo a expansão excessiva da Zona Euro, uma combinação dos piores traços de "prodigalidade keynesiana" com as políticas monetaristas rígidas seguidas por políticos locais e a complacência dos bancos centrais da UE. Economistas têm sugerido políticas corretivas de controle do déficit público, incluindo medidas drásticas de austeridade e substancial aumento de tributos para que se possa remunerar os credores nacionais e a economia continuar a ser financiada, pois o setor financeiro é um dos mais importantes do país.
Também houve críticas contra especuladores que manipulam o mercado: Angela Merkel declarou que as instituições recuperadas com fundos públicos estão explorando a crise orçamentária na Grécia e em outros lugares.
e prevista queda de 4 por cento do pib no ano de 2010 e de 0,5% no ano de 2011

### Pedido de ajuda ao FMI e à UE

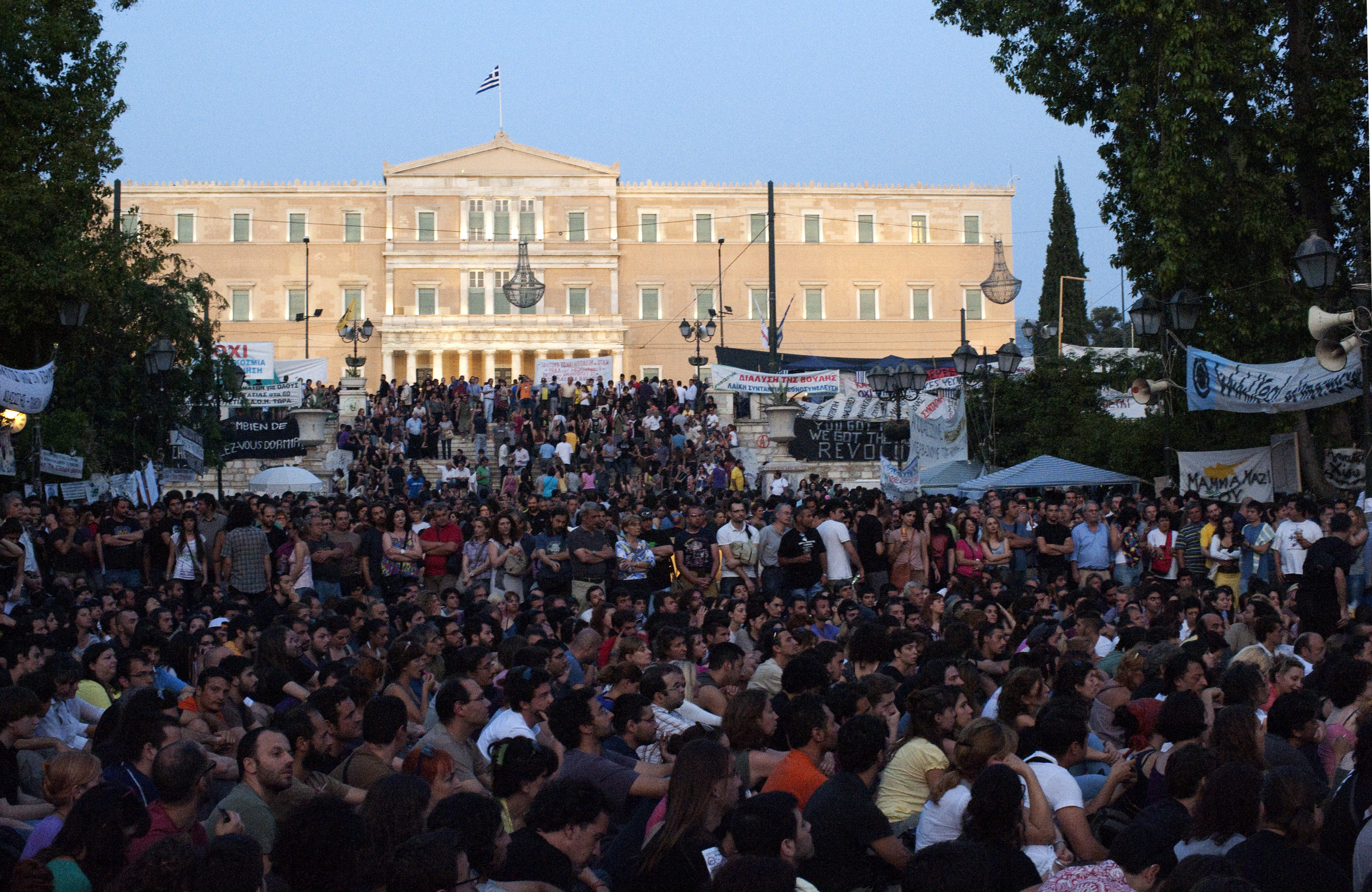
Protesto em Atenas em 2011 com cem mil pessoas a propósito da crise que o país enfrentava

Em 23 de abril de 2010 o governo grego pediu ao FMI e à União Europeia que fosse ativado um pacote de ajuda (bailout) no valor de €110 bilhões.  O FMI afirmou que estaria preparado para processar rapidamente esse pedido.
Em 27 de abril, a classificação da dívida grega foi rebaixada para BB+ (nível correspondente ao de "títulos podres") pela Standard & Poor's em meio a temores de que o governo da Grécia decretasse a moratória da dívida do país. Após o anúncio, os mercados de ações  assim como a cotação do euro caíram em todo o mundo. A Standard & Poor's estima que, na hipótes de moratória, os investidores em títulos do governo grego perderiam  de 30% a 50% do seu dinheiro.
Em troca de um pacote de ajuda da União Europeia e do FMI, no valor €110 bilhões, desembolsados ao longo de três anos,  o governo grego concordou com um programa medidas e de reformas, a ser executado no mesmo período. Em 4 de maio, o primeiro-ministro grego, George Papandreou, anunciou um plano de austeridade que visa reduzir o deficit em €30 bilhões. Nesse conjunto de medidas, que o governo pretende que seja votado pelo Parlamento antes de 7 de maio, incluem-se:
- redução dos benefícios a funcionários públicos,
- redução de pensões a aposentados
- redução dos investimentos públicos e da despesas de custeio do Estado
- congelamento de salários dos setores público e privado
- 60 anos como idade mínima para aposentadoria
- liberalização das leis trabalhistas, facilitando as demissões e abrindo à concorrência a várias profissões protegidas
- criação de novos tributos e aumento imediato de 10% nas alíquotas sobre combustíveis, tabaco e álcool
- elevação de 2% na alíquota do imposto sobre o valor agregado, que  a partir de 1.º de julho passaria a 23%

O governo tem  um pagamento de dívida previsto para o dia 19 de maio, e o Parlamento grego deve votar  medidas. Os sindicatos resistem. Na noite do dia 4 de maio, Antonis Samaras, líder da Nova Democracia, a principal força da oposição, anunciou que o partido é contra as reformas.

#### Greve geral e manifestações nas ruas
Em 5 de maio de 2010, a Grécia foi paralisada por uma greve geral, em protesto contra as medidas de austeridade que o governo pretende aprovar para ter acesso ao empréstimo da União Europeia e do Fundo Monetário Internacional. Em Atenas, houve confrontos entre manifestantes e policiais e  pelo menos três pessoas morreram durante um incêndio provocado por um coquetel molotov elançado contra uma agência bancária. Dois prédios públicos também foram incendiados. Milhões de trabalhadores participam da greve, convocada pelas duas maiores centrais sindicais da Grécia, a GSEE, que representa trabalhadores do setor privado, e a ADEDY, do setor público, os manifestantes tentaram invadir o Parlamento. Também houve confrontos entre manifestantes e a polícia em Tessalônica, no norte do país. A polícia antimotim respondeu com gás lacrimogêneo e bombas de efeito moral.

### Fim dos resgates
Os resgates econômicos da Grécia foram encerrados com sucesso (conforme declarado) em 20 de agosto de 2018.

## Setores

### Agricultura

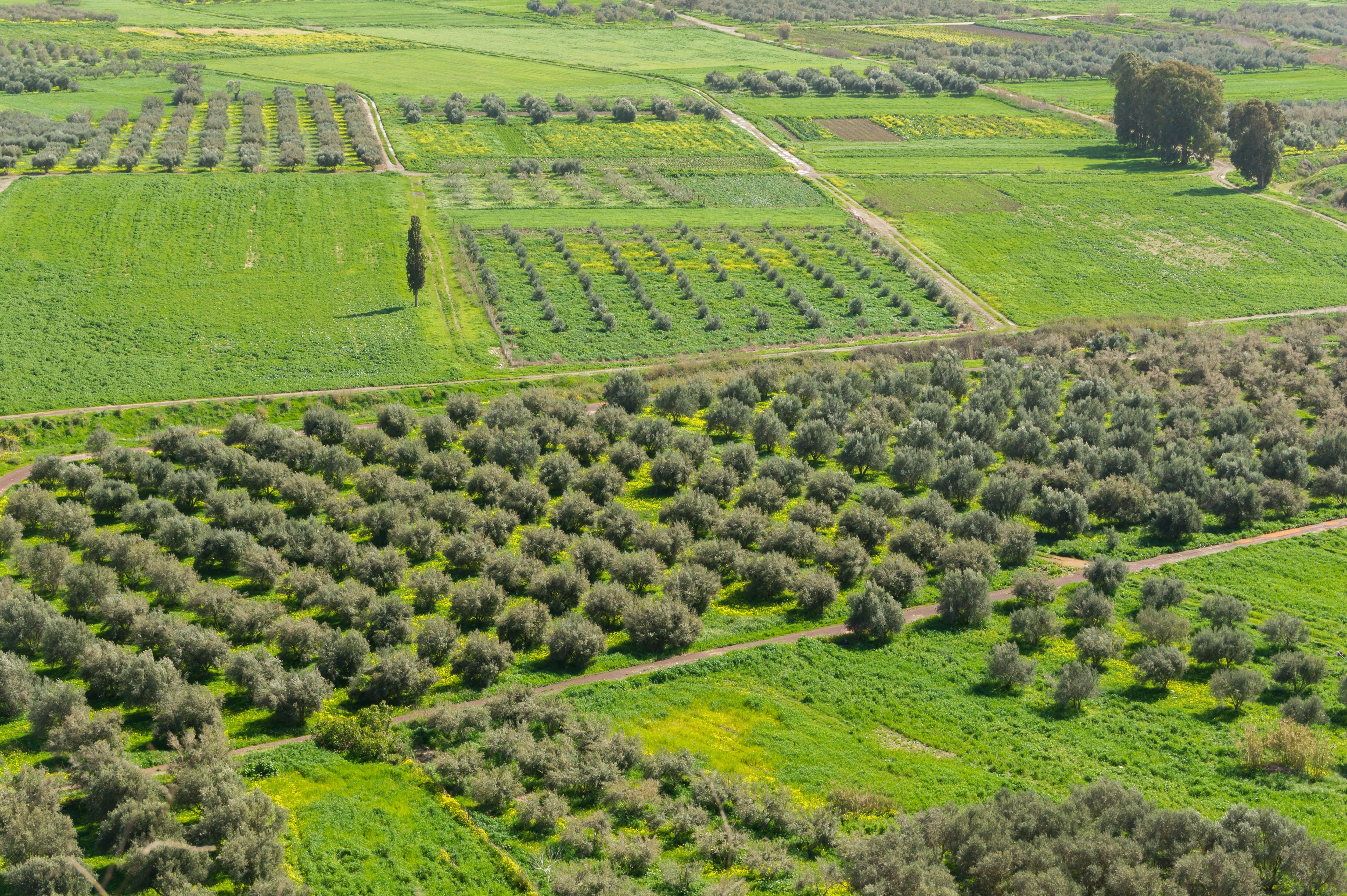
Campo de oliveiras em Festo, Creta.

A agricultura contribui com 3,8% do PIB e emprega 12,4% da força de trabalho do país. Em 2010, a Grécia foi o maior produtor de algodão (183.800 toneladas) e pistache (8.000 toneladas) e ficou em segundo lugar na produção de arroz (229.500 toneladas) e azeitonas (147.500 toneladas), terceiro na produção de figos (11.000 toneladas), amêndoas (44.000 toneladas), tomates (1.400.000 toneladas) e melancias (578.400 toneladas) e quarto na produção de tabaco (22.000 toneladas) da União Europeia.
A Grécia produziu, em 2018:
- 1,2 milhão de toneladas de milho;
- 1 milhão de toneladas de azeitona (5.º maior produtor do mundo, somente atrás da Espanha, Itália, Marrocos e Turquia);
- 1 milhão de toneladas de trigo;
- 968 mil toneladas de pêssego (3.º maior produtor do mundo, somente atrás de China e Itália);
- 933 mil toneladas de uva (19.º maior produtor do mundo);
- 913 mil toneladas de laranja (17.º maior produtor do mundo);
- 837 mil toneladas de algodão;
- 835 mil toneladas de tomate;
- 630 mil toneladas de melancia;
- 465 mil toneladas de batata;
- 353 mil toneladas de beterraba;
- 344 mil toneladas de cevada;
- 285 mil toneladas de maçã;
- 265 mil toneladas de kiwi (5.º maior produtor do mundo, somente atrás da China, Itália, Nova Zelândia e Irã);

Além de produções menores de outros produtos agrícolas.

### Indústria naval
A indústria naval tem sido um elemento-chave da atividade econômica grega desde os tempos antigos. A navegação continua sendo uma das indústrias mais importantes do país, representando 4,5% do PIB, empregando cerca de 160.000 pessoas (4% da força de trabalho) e representando um terço do déficit comercial.

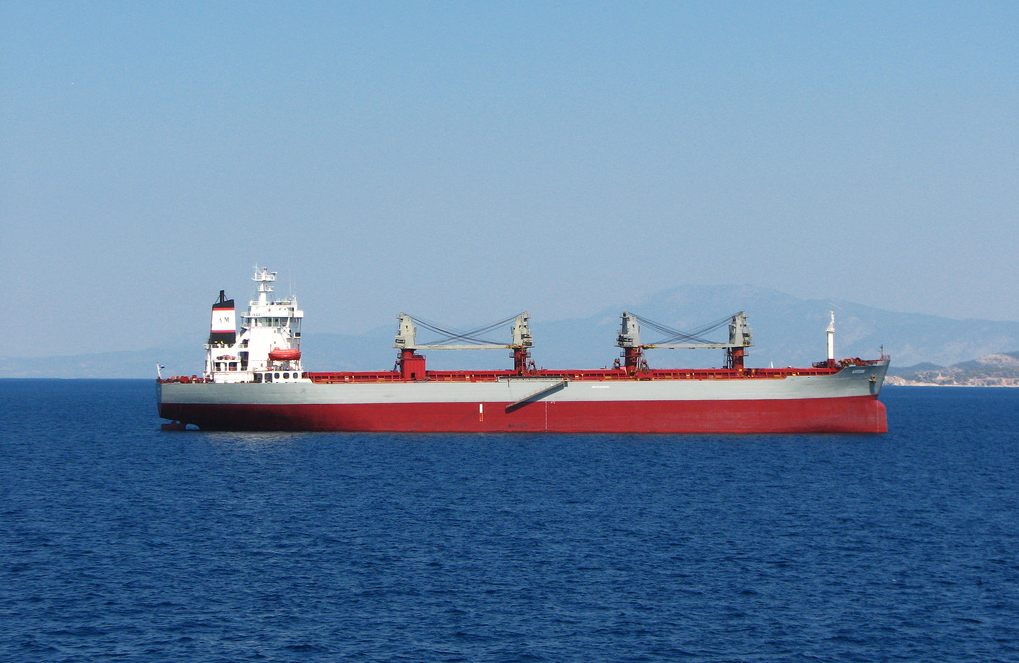
A Grécia controla 16,2% da frota mercante mundial total, tornando-a a maior do mundo. O país está classificado entre os cinco primeiros lugares entre todos os tipos de navios, incluindo petroleiros e graneleiros.

De acordo com um relatório de 2011 da Conferência das Nações Unidas sobre Comércio e Desenvolvimento, a marinha mercante grega é a maior do mundo, com 16,2% da capacidade global total, ante 15,96% em 2010, mas abaixo do pico de 18,2% em 2006. A frota mercante do país ocupa o primeiro lugar na tonelagem total (202 milhões de dwt), quarto no número total de navios (em 3.150), primeiro nos navios-tanque e graneleiros secos, quarto no número de contêineres e quinto em outros tipos de navios. No entanto, a lista de frotas de hoje é menor do que a máxima histórica de 5.000 navios no final da década de 1970. Além disso, o número total de navios de bandeira grega (inclui frotas não gregas) é de 1.517.
Durante a década de 1960, o tamanho da frota grega quase dobrou, principalmente através do investimento realizado pelos magnatas da expedição, Aristóteles Onassis e Stavros Niarchos. A base da indústria marítima grega moderna foi formada após a Segunda Guerra Mundial, quando os empresários gregos conseguiram acumular navios excedentes vendidos a eles pelo governo dos Estados Unidos por meio da Lei de Vendas de Navios da década de 1940.
A Grécia possui uma indústria significativa de construção e manutenção de navios. Os seis estaleiros ao redor do porto de Pireu estão entre os maiores da Europa. Nos últimos anos, a Grécia também se tornou líder na construção e manutenção de iates de luxo.

### Turismo

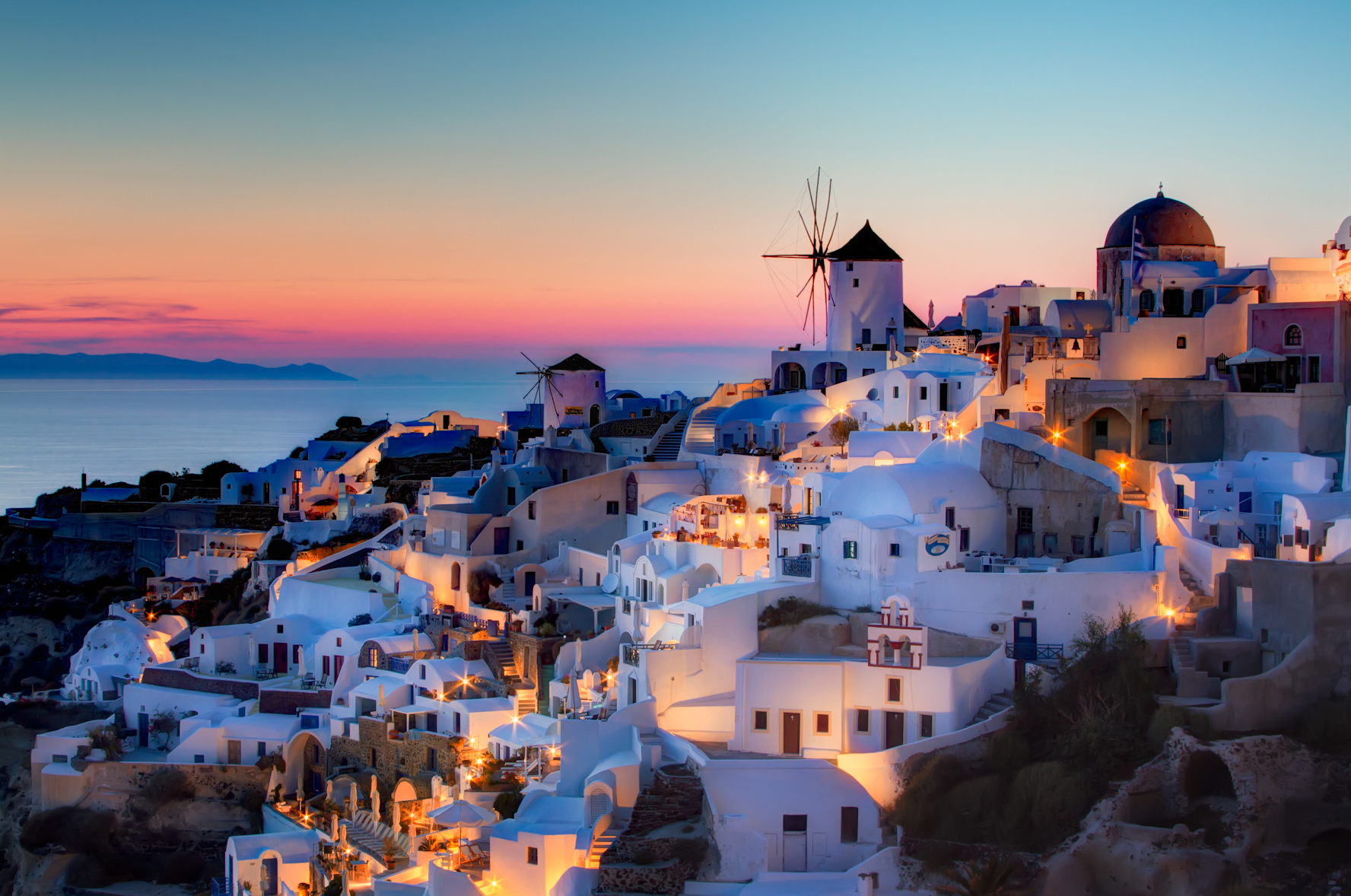
Vista da vila de Oia, na ilha de Santorini, um dos principais pontos turísticos do país

Uma porcentagem importante do produto interno bruto (PIB) da Grécia vem do turismo. De acordo com estatísticas do Eurostat, a Grécia recebeu mais de 19,5 milhões de turistas em 2009, o que significa um aumento em relação aos 17,7 milhões de turistas que visitaram o país em 2007. A grande maioria dos visitantes na Grécia em 2007 vieram do continente europeu, alcançando 12,7 milhões de turistas, enquanto a maioria dos visitantes vindos de uma única nacionalidade foram os do Reino Unido (2,6 milhões), seguidos de perto por aqueles da Alemanha (2,3 milhões).
Em 2010, a periferia mais visitada da Grécia foi a da Macedônia Central, com 18% do fluxo turístico do país total (atingindo 3,6 milhões de turistas), seguido de Attica, com 2,6 milhões, e do Peloponeso, com 1,8 milhão. O Norte da Grécia é a região geográfica mais visitada do país, com 6,5 milhões de turistas, enquanto a Grécia Central é a segunda, com 6,3 milhões.
Em 2010, a Lonely Planet considerou Salonica, a segunda maior cidade do país, como a quinta melhor cidade do mundo para festas, comparável a outras cidades como Dubai e Montreal. Em 2011, Santorini foi votada como "melhor ilha do mundo" na Travel + Leisure. A ilha vizinha de Míconos ficou em quinto lugar na categoria europeia.